# Rugby a 15 ai Giochi del Mediterraneo
Il torneo rugby a 15 ai Giochi del Mediterraneo è una competizione per rappresentative nazionali che si svolge nell'ambito della principale manifestazione multisportiva volta a coinvolgere i Paesi che si affacciano sul mar Mediterraneo.
Il torneo di rugby si è disputato discontinuamente in sole quattro edizioni: nel 1955, durante la seconda edizione dei Giochi; consecutivamente nel 1979 e 1983, 24 anni dopo la prima apparizione; nel 1993, ultima presenza nella manifestazione.
La nazionale francese è l'unica selezione che sin dalla prima edizione del torneo maschile si è aggiudicata la vittoria con quattro medaglie d'oro; in seconda piazza si è sempre classificata la nazionale italiana, mentre Marocco e Spagna si dividono la terza posizione con due medaglie di bronzo ciascuna.

## Statistiche

### Edizioni svolte
| Torneo   | Edizioni | 1951 | 1955 | 1959/1975 | 1979 | 1983 | 1987/1991 | 1993 |
| -------- | -------- | ---- | ---- | --------- | ---- | ---- | --------- | ---- |
| Maschile | 4        | —    | X    | —         | X    | X    | —         | X    |

## Partecipanti
| Nazione      | 1955 | 1979 | 1983 | 1993 | Tot. |
| ------------ | ---- | ---- | ---- | ---- | ---- |
| Croazia      | —    | —    | —    | ●    | 1    |
| Francia      | ●    | ●    | ●    | ●    | 4    |
| Italia       | ●    | ●    | ●    | ●    | 4    |
| Jugoslavia   | —    | ●    | —    | —    | 1    |
| Marocco      | —    | ●    | ●    | ●    | 3    |
| Spagna       | ●    | ●    | ●    | ●    | 4    |
| Tunisia      | —    | ●    | —    | —    | 1    |
| Partecipanti | 3    | 6    | 4    | 5    |      |

## Albo d'oro
| Giochi | Anno | Luogo                  | Oro     | Argento | Bronzo  |
| ------ | ---- | ---------------------- | ------- | ------- | ------- |
| II     | 1955 | Barcellona             | Francia | Italia  | Spagna  |
| VIII   | 1979 | Spalato                | Francia | Italia  | Marocco |
| IX     | 1983 | Casablanca             | Francia | Italia  | Marocco |
| XII    | 1993 | Linguadoca-Rossiglione | Francia | Italia  | Spagna  |

## Medagliere
| Pos | Nazione | Oro | Argento | Bronzo | Oro · Argento · Bronzo |
| --- | ------- | --- | ------- | ------ | ---------------------- |
| 1   | Francia | 4   | 0       | 0      | 4                      |
| 2   | Italia  | 0   | 4       | 0      | 4                      |
| 3   | Marocco | 0   | 0       | 2      | 2                      |
| 3   | Spagna  | 0   | 0       | 2      | 2                      |